# Contarinia galatellae
Contarinia galatellae är en tvåvingeart som beskrevs av Fedotova 2003. Contarinia galatellae ingår i släktet Contarinia och familjen gallmyggor. Inga underarter finns listade i Catalogue of Life.